# Steingrímsfjarðarheiði
Steingrímsfjarðarheiði är en hed i republiken Island.   Den ligger i regionen Västfjordarna, i den västra delen av landet, 180 km norr om huvudstaden Reykjavík. Här löper Djúpvegur, riksväg 61, som förbinder Steingrímsfjörður vid Hólmavík med Ísafjarðardjúp.
Vägen är cirka 50 km lång, når en höjd av 439 meter och är huvudförbindelsen mellan huvudstaden Reykjavík och Ísafjörður.
Vägen kommer om möjligt att även hållas öppen på vintern.